# Julius Fromm
Pour les articles homonymes, voir Fromm.
Israel "Julius" Fromm était un entrepreneur allemand d'origine polonaise de religion juive né le 4 mars 1883 à Konin (Pologne) et mort le 12 mai 1945 à Londres (Royaume-Uni). Chimiste de profession, il inventa un procédé de fabrication de préservatifs à partir de caoutchouc en 1912.

## Fromm's Act
Après avoir déposé un brevet en 1916, il démarra une production à grande échelle et distribua son produit sous le nom de Fromm's Act, jusqu'en 1938, quand le gouvernement nazi force Fromm à vendre l'entreprise pour 116 000 Reichsmark, une bouchée de pain, à la baronne Elisabeth von Epenstein, la marraine de Hermann Göring.

## Exil en Angleterre
À la suite de cela, Fromm émigre en Angleterre, où il mourra quelques jours après la capitulation allemande. Après la guerre, son fils Herbert Fromm donne la licence de production à une société brêmoise, maintenant connue sous le nom de Mapa, qui continue de produire des préservatifs sous le nom de Billy Boy,.